# Алвиту (фрегезия)
Алвиту (порт.  Alvito) — фрегезия (район) в муниципалитете Алвиту округа Бежа в Португалии. Территория — 136,39 км². Население — 1630 жителей. Плотность населения — 10 чел/км².